# Dhanus sumatranus
Espèce
Synonymes
- Ideoroncus sumatranus Redikorzev, 1922
- Dhanus doveri Bristowe, 1952

Dhanus sumatranus est une espèce de pseudoscorpions de la famille des Ideoroncidae.

## Distribution
Cette espèce est endémique du Selangor en Malaisie. Elle se rencontre dans les grottes de Batu.

## Description
Le mâle décrit par Harvey en 2016 mesure 3,62 mm et la femelle 3,99 mm.

## Systématique et taxinomie
Cette espèce a été décrite sous le protonyme Ideoroncus sumatranus par Redikorzev en 1922. Elle est placée dans le genre Dhanus par Chamberlin en 1930. Dhanus doveri a été placée en synonymie par Harvey en 2016

## Étymologie
Son nom d'espèce lui a été donné, par erreur,  en référence au lieu de sa découverte supposée, Sumatra, mais les grottes se situent en Malaisie.

## Publication originale
- Redikorzev, 1922 : Two new species of pseudoscorpion from Sumatra. Ezhegodnik Zoologicheskago Muzeya, vol. 23, p. 545–554.